# Passejador

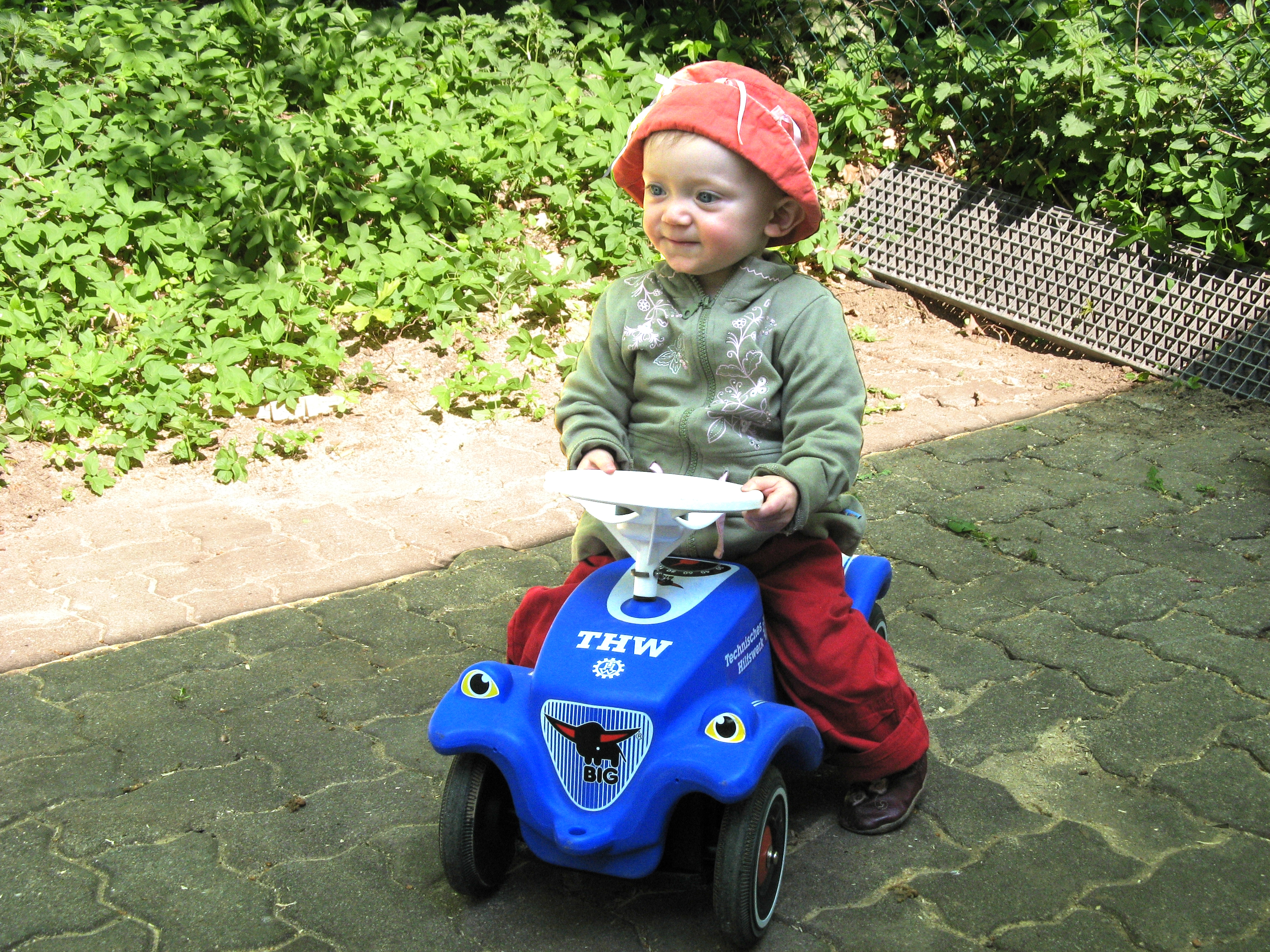
Xiquet amb passejador a quatre rodes

Un passejador és una joguina amb rodes per a xiquets que serveix s'hi agafin o s'hi asseguin per a desplaçar-se amb seguretat.
Els passejadors són cotxets, carros, bicis o motos sense pedals que es mouen propulsats pels peus del nen. Són apropiats per a l'etapa de desenvolupament que va des sis mesos fins als tres a quatre anys. Contribueixen a enfortir les cames i la zona lumbar, desenvolupar el sentit d'equilibri, millorar la coordinació psicomotriua i fomentar la motricitat fins que els petits arriben a caminar autònomament.
Existeix gran nombre de models de passejadors que es poden resumir en dos tipus: els carros passejadors que el nen puja d'empeus i els models al qual el nen s'asseu amb quatre, tres o dues rodes:
- quatre rodes, sovint recordant o imitant les formes d'un cotxe real,[6] sobre el qual s'asseu el nen. Disposen de volant per moure les rodes davanteres i tenen gran estabilitat.
- tres rodes. Adopten la forma d'un tricicle però sense pedals.
- dues rodes, en forma de bicicleta o moto. En aquests, el nen no té més suport a la seua estabilitat que els seus propis peus col·locats a banda i banda del vehicle.

Els passejadors solen presentar-se en colors vius i, sovint, estan decorats amb adhesius de personatges infantils populars o de moda.